# Робърт Кимбро
Робърт Шейн Кимбро (на английски: Robert Shane Kimbrough) e американски пилот и астронавт на НАСА, участник в един космически полет.

## Образование
Робърт Кимбро завършва елитната гимназия „Ловет“ (на английски: The Lovett School) в Атланта, Джорджия през 1985 г. През 1989 г. завършва Военна академия на Съединените щати в Уест Пойнт, Ню Йорк с бакалавърска степен по аерокосмическо инженерство. През 1998 г. става магистър по научни операции в Технологичния институт на Джорджия.

## Военна кариера
Робърт Кимбро постъпва на служба в USArmy през 1989 г. На следващата година става пилот на хеликоптер AH-64 „Апачи“ от състава на 24-та пехотна дивизия. Взема участие в бойните действия по време на операция Пустинна буря през 1991 г. През 1994 г. е прехвърлен в частите за специални операции на 229 – ти въздушнопреносим полк, базиран във Форт Браг, Северна Каролина. През 1998 г. става асистент във Военната академия на Съединените щати. През януари 2006 г. е произведен в чин подполковник от USArmy.

## Служба в НАСА
Робърт Кимбро е избран за астронавт от НАСА на 6 май 2004 г., Астронавтска група №19. Взема участие в един космически полет. Има в актива си две космически разходки с обща продължителност 12 часа и 52 минути.

## Полет
Робърт Кимбро лети в космоса като член на екипажа на една мисия:
| Космически полет на Робърт Шейн Кимбро                           | Космически полет на Робърт Шейн Кимбро | Космически полет на Робърт Шейн Кимбро | Космически полет на Робърт Шейн Кимбро | Космически полет на Робърт Шейн Кимбро | Космически полет на Робърт Шейн Кимбро | Космически полет на Робърт Шейн Кимбро |
| №                                                                | Дата                                   | КК                                     | Емблема на мисията                     | Функции                                | Продължителност                        |                                        |
| ---------------------------------------------------------------- | -------------------------------------- | -------------------------------------- | -------------------------------------- | -------------------------------------- | -------------------------------------- | -------------------------------------- |
| 1                                                                | 14 ноември 2008                        | „Индевър“, мисия STS-126               |                                        | Специалист на мисията                  | 15 денонощия 20 часа 30 мин. 34 сек.   |                                        |
| Сумарно време в космоса – 15 денонощия 20 часа 30 минути 34 сек. |                                        |                                        |                                        |                                        |                                        |                                        |

## Награди
- Медал за похвала (2);
- Медал за похвала на USArmy;
- Медал за постижения на USArmy;
- Медал за служба в националната отбрана;
- Медал за служба в Югозападна Азия;
- Медал за освобождението на Кувейт;
- Медал за освобождението на Саудитска Арабия;
- Медал за проявена храброст;
- Медал за забележителна доброволческа служба.